# 拉伊科瓦茨
拉伊科瓦茨是塞爾維亞的城鎮，由科盧巴拉州負責管轄，位於該國中部，距離首府瓦列沃27公里，面積186平方公里，海拔高度約120米.拉伊科瓦茨的人口有3,203人，整個行政區的人口有15,341人。

## 外部連結
- Lajkovac